# Sofian Chahed
Sofian Chahed (Berlín, Alemania, 18 de abril de 1983) es un exfutbolista alemán nacionalizado tunecino que jugaba de defensa. 

## Clubes
| Club                | País     | Año       |
| ------------------- | -------- | --------- |
| Hertha de Berlín II | Alemania | 2002-2003 |
| Hertha de Berlín    | Alemania | 2003-2009 |
| Hannover 96         | Alemania | 2009-2013 |
| FSV Fráncfort       | Alemania | 2014      |